# Franciszek Tyczkowski
Franciszek Tyczkowski (ur. 10 października 1893 w Meriden, zm. 25 stycznia 1982 w Nowym Jorku) – polski duchowny rzymskokatolicki, proboszcz Wojska Polskiego, kawaler Orderu Virtuti Militari.

## Życiorys
Urodził się 10 października 1893 w amerykańskim mieście Meriden, w rodzinie Józefa i Kazimiery – emigrantów, pochodzących z ziemi suwalskiej, przybyłych do Stanów Zjednoczonych w 1885. Początkowo uczył się w polskiej szkole parafialnej, po czym wyjechał do Polski i kształcił się w Gimnazjum w Suwałkach, które ukończył w 1911. Podjął naukę w Seminarium Duchownym w Sejnach. Z uwagi na wybuch I wojny światowej dokończył studia w Seminarium Duchownym w Wilnie. 25 lutego 1917 otrzymał sakrament święceń kapłańskich. Początkowo pracował jako wikariusz w kościele św. Ducha w Wilnie, następnie w parafii św. Rafała w Wilnie. W 1918 podjął studia na Wydziale Teologicznym Uniwersytetu Warszawskiego.
W 1919 na własną prośbę został kapelanem w pułku piechoty w Kownie. Wiosną 1919 został kapelanem 1 pułku piechoty Legionów, wraz z którym brał udział w wojnie polsko-bolszewickiej. Został zdemobilizowany ze służby wojskowej w 1921 i awansowany na stopień kapelana (kapitan) rezerwy ze starszeństwem z dniem 1 czerwca 1919. Dzięki jego staraniom 1 listopada 1922 marszałek Józef Piłsudski wręczył żołnierzom 1 pułku piechoty Legionów nowy sztandar, ufundowany przez Stowarzyszenie Polskie z Meriden.
Od początku 1921 kontynuował studia w zakresie Pisma Świętego i asyrologii na UW, następnie prowadzone w Instytucie Biblijnym w Rzymie, które ukończył z tytułem magistra. W 1926 został asystentem na Wydziale Teologicznym Uniwersytetu Stefana Batorego w Wilnie. Jednocześnie został mianowany rektorem tamtejszego kościoła św. Michała oraz prefektem w Szkole Przemysłowo-Handlowej i w gimnazjum prywatnym. Udzielał się w pracy społecznej w Kamionce, gdzie po jego staraniach i nadzorze zbudowano drewniany kościół św. Teresy od Dzieciątka Jezus (1926–1930). Był instruktorem i kapelanem Związku Harcerstwa Polskiego na obszarze Wileńszczyźnie.
Jako kapelan rezerwy został powołany do służby czynnej, a 18 lutego 1939 przemianowany na kapelana służby stałej ze starszeństwem z 1 sierpnia 1935 i 1. lokatą w duchowieństwie wojskowym wyznania rzymsko-katolickiego. Na stopień starszego kapelana został awansowany ze starszeństwem z 19 marca 1939 i 8. lokatą w duchowieństwie wojskowym wyznania rzymsko-katolickiego. Służył w Komendzie Miasta Wilno. 24 sierpnia 1939 objął obowiązki szefa służby duszpasterskiej w Kwaterze Głównej 1 Dywizji Piechoty Legionów. Na tym stanowisku wziął udział w kampanii wrześniowej.
W połowie września 1939, odłączony od jednostki kierował się w stronę wschodnią, znalazł się w rejonie Lwowa. Po agresji ZSRR na Polskę z 17 września 1939 został wzięty do niewoli przez Sowietów koło Buska. Wraz z innymi jeńcami był przetrzymywany kolejno w zamku w Złoczowie, w Podwołoczyska, w Szepietówce, skąd trafił do obozu w Starobielsku. W czasie świąt Bożego Narodzenia 1939 wraz z innymi duchownymi został wywieziony z tego obozu, po czym był osadzony przez ok. sześć miesięcy na Łubiance w Moskwie (w tym czasie na wiosnę 1940 oficerowie polscy, przetrzymywani w obozie starobielskim i innych, byli mordowani w ramach zbrodni katyńskiej). Od czerwca 1940 był osadzony w moskiewskich Butyrkach, a w sierpniu 1940 został przewieziony do obozu jenieckiego NKWD w Griazowcu. 25 sierpnia 1941 odprawił tam mszę św., w której uczestniczył przybyły gen. Władysław Anders i wówczas publicznie wystawiony został obraz Matki Bożej wykonanej przez por. Tadeusza Zielińskiego w obozie jenieckim w Kozielsku. Po zawarciu układu Sikorski-Majski, we wrześniu 1941 wraz z innymi osadzonymi trafił do miejsc formowania Polskich Sił Zbrojnych w ZSRR w Tockoje, gdzie został szefem służby duszpasterskiej w randze dziekana 6 Dywizji Piechoty. Wraz z tą jednostką opuścił ZSRR, przeszedł szlak przez Bliski Wschód, a następnie w strukturze 2 Korpusu Polskiego Polskich Sił Zbrojnych uczestniczył w kampanii włoskiej, w tym w bitwie o Monte Cassino w maju 1944. Został awansowany na stopień podpułkownika (proboszcz). Po wojnie do połowy 1946 pełnił stanowisko kapelana obozu repatriacyjnego w Cervinara.
Następnie po niespełna pół wieku czas powrócił do Stanów Zjednoczonych. Był wikariuszem przy kościele św. Łucji w Nowym Jorku od lipca 1946, wkrótce potem został proboszczem  parafii św. Jadwigi w Floral Park, pozostając na tym stanowisku przez sześć lat (1946–1951), później był kapelanem sióstr św. Franciszka w latach 1952–1962, a następnie od 8 sierpnia 1962 proboszczem nowojorskiej parafii św. Walentego na Bronksie, po czym w 1968 przeszedł na emeryturę. Nadal pozostawał aktywny na polu kapłańskim oraz społecznym. Był działaczem charytatywnym, członkiem Ligi Katolickiej, został historycznie pierwszym naczelnym kapelanem Stowarzyszenia Polskich Kombatantów w Stanach Zjednoczonych. Wydał publikację pt. Wspomnienia z pierwszej i drugiej wojny światowej w Polsce (1972). Udzielał się jako tłumacz w kontaktach polsko-brytyjskich.
Zmarł 25 stycznia 1982. Został pochowany w grobowcu rodzinnym na cmentarzu św. Stanisława w Meriden.
Swoje zbiory przekazał na rzecz Biblioteki im. Wróblewskich. W 1981 został powołany fundusz ks. Franciszka Tyczkowskiego. 12 listopada 2015 w Muzeum Dziedzictwa Kościelnego w Wilnie otwarto wystawę pod tytułem „Gabinet Kolekcjonera”, stanowiącą zbiory po ks. Tyczkowskim.

## Ordery i odznaczenia
- Krzyż Srebrny Orderu Virtuti Militari nr 12316 (za kampanię włoską)[15]
- Krzyż Komandorski z Gwiazdą Orderu Odrodzenia Polski (14 września 1976)[16]
- Krzyż Kawalerski Orderu Odrodzenia Polski
- Krzyż Walecznych dwukrotnie
- Srebrny Krzyż Zasługi (10 lutego 1939)[17]
- Medal 10 Rocznicy Wojny Niepodległościowej (Łotwa, 1929)[18]